# Биси (Па де Кале)
Биси (фр. Buissy) насеље је и општина у североисточној Француској у региону Север-Па д Кале, у департману Па де Кале која припада префектури Арас.
По подацима из 2011. године у општини је живело 247 становника, а густина насељености је износила 35,95 становника/km². Општина се простире на површини од 6,87 km². Налази се на средњој надморској висини од 58 метара (максималној 91 m, а минималној 47 m).

## Демографија
| 1962. | 1968. | 1975. | 1982. | 1990. | 1999. | 2011. |
| ----- | ----- | ----- | ----- | ----- | ----- | ----- |
| 247   | 255   | 212   | 202   | 216   | 229   | 247   |

График промене броја становника у току последњих година